# Кастелето (Тренто)
Кастелето је насеље у Италији у округу Тренто, региону Трентино-Јужни Тирол.
Према процени из 2011. у насељу је живело 67 становника. Насеље се налази на надморској висини од 323 м.